# Goethestraße 17b (Mönchengladbach)

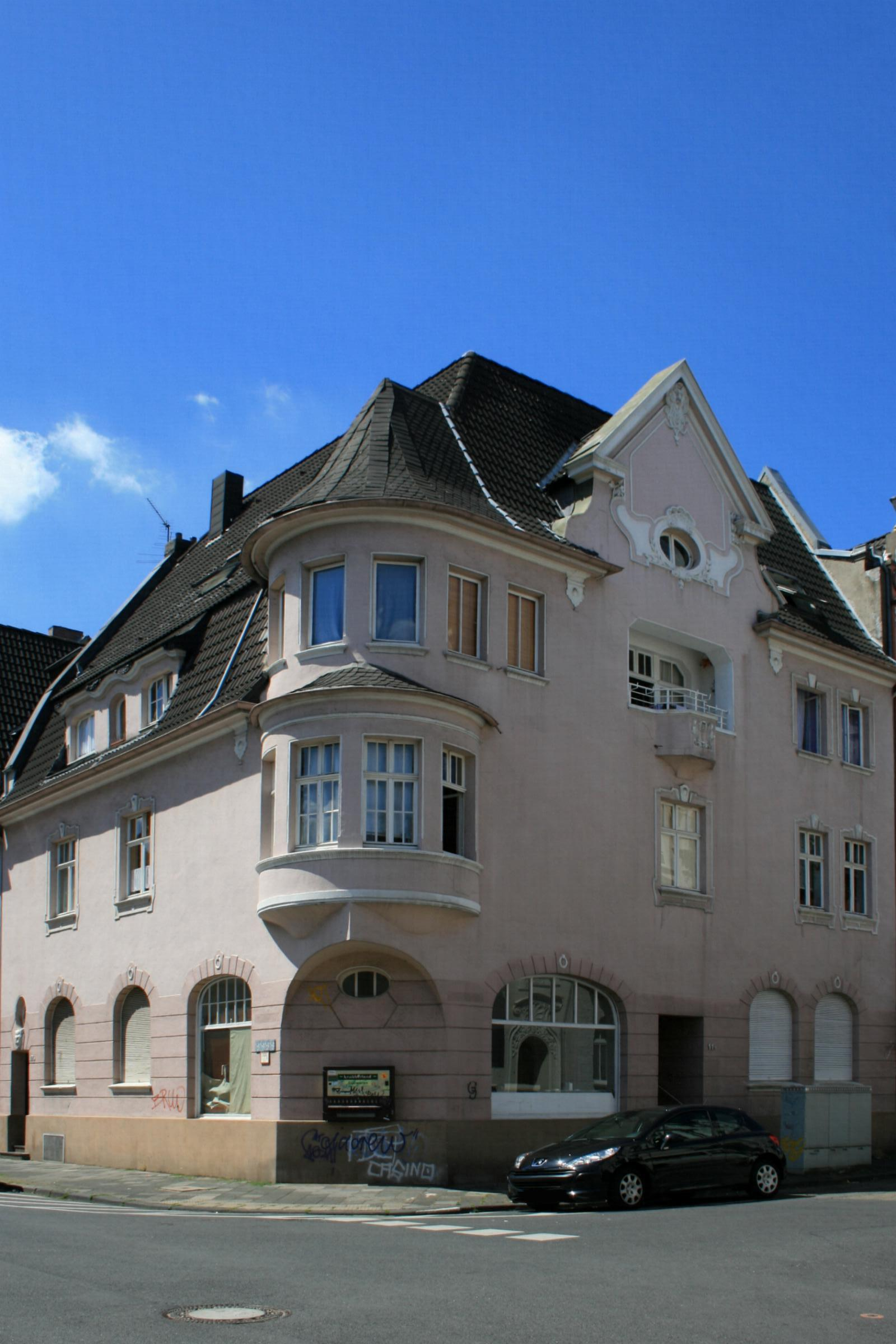
Wohngeschäftshaus (2010)

Das Wohngeschäftshaus Goethestraße 17b steht in Mönchengladbach (Nordrhein-Westfalen).
Das Gebäude wurde um die Jahrhundertwende erbaut. Es ist unter Nr. G 005 am 4. Dezember 1984 in die Denkmalliste der Stadt Mönchengladbach eingetragen worden. Zusätzlich ist es seit demselben Tag unter der Nummer L 008 gemeinsam mit der Adresse Lessingstraße 11a eingetragen.

## Architektur
Die Goethestraße ist ein um die Jahrhundertwende erbautes Wohngebiet südwestlich der Eickener Straße.
Das Eckhaus Nr. 17 b an der Einmündung der Lessingstraße trägt in einer romantisierenden Form mit mächtigem Krüppelwalmdach den Erfordernissen der Ecklösung Rechnung.